# Ioan Moisin
Ioan Francisc Iosif Gabriel Moisin (* 8. September 1947 in Câmpina; † 2. November 2017) war ein rumänischer Politiker, Chemieingenieur, Erfinder, Dichter und Publizist.

## Leben

### Während des kommunistischen Regimes
Moisin wurde als Sohn des Päpstlichen Ehrenprälaten und Widerstandskämpfers Octavian Moisin (1914–2013) und von Maria Rasiga (1921–2011), einer Ur-Ur-Enkelin des Revolutionärs Avram Iancu, als eines von sieben Kindern geboren. Einer seiner Brüder ist der Historiker Anton Moisin. Nach dem Abitur folgte das Studium zum Ingenieur an der Polytechnischen Universität Bukarest. Ein Philosophiestudium an der Universität Bukarest schloss sich an. Aufgrund des Widerstandes seines Vaters gegen den Kommunismus geriet auch Ioan Moisin verstärkt ins Visier des Securitate. Die ganze Familie war Repressionen ausgesetzt, er selbst musste Nachteile im Beruf hinnehmen. Weiterhin verwehrte man ihm die Promotion, führte Hausdurchsuchungen durch oder verhaftete ihn. Auch war es ihm nicht erlaubt zu veröffentlichen, bis auf einige Gedichte.

### Nach der Wende
1990 setzte er seine Tätigkeit gegen „Überbleibsel“ des Regimes fort und begann seine publizistische Tätigkeit. Er arbeitete als Redakteur der Zeitschriften Unirea (Vereinigung) aus Blaj und Vocea Mediaşului (Die Stimme Mediaschs) und bemühte sich um die Ökumene der Katholiken mit den Orthodoxen. Dafür initiierte er eine Bewegung, die unter anderem im Radio Vatikan Erwähnung fand und führte sie ab 1994 an. Diese Bewegung setzt sich dafür ein, dass das Osterfest von den Christen und Orthodoxen gemeinsam am selben Tag gefeiert werden soll. Ebenfalls nach der Auflösung des Ostblocks wurde Ioan Moisin zum Präsidenten der Asociaţia Generală a Românilor Uniţi (Allgemeiner Verband der Rumänischen griechisch-katholischen Gläubigen) für das Gebiet Siebenbürgen gewählt.
Moisin wurde Abgeordneter und Senator der Partei Național Țărănesc Creștin Democrat für den Kreis Sibiu in der Legislaturperiode von 1996 bis 2000, gewählt in der Liste der Convenţia Democrată Română. Er war im Wirtschaftsausschuss und im Ausschuss für Menschenrechte und Rechte der Minderheiten tätig.
Er lebte und arbeitete in Mediaș.

## Politische Aktivität
1997 verlangte Moisin die Offenlegungen der Securitateverbindungen des hohen orthodoxen Klerus und der kirchlichen Würdenträger. Im Dezember desselben Jahres legte Ioan Moisin dem Parlament den Entwurf eines Gesetzes vor, wonach Schwangerschaftsabbrüche erneut verboten werden sollten. Noch im selben Monat forderte er ein Gesetz, welches verhindern sollte, dass ein Mitglied der Rumänischen Kommunistischen Partei oder der kommunistischen Parteipresse für die nächsten zehn Jahre irgendein öffentliches Amt in der Politik, Organisationen etc., bekleidet. Weiterhin kritisierte er ein Jahr darauf den Biologie- und Philosophieunterricht in den Schulen und schlug vor die Biologie sowie Philosophiebücher von einer Kommission, geformt aus orthodoxen und katholischen „Gelehrten“ überschauen zu lassen. Die Tatsache, dass im Religionsunterricht die Entstehung der Menschen als Werk einer höheren Instanz bzw. von Gott gelehrt wird, stünde im Gegensatz zu den vermittelten darwinistischen und rationalistischen Theorien. Dieser Sachverhalt könne zu Irritationen des Schülers führen, so Moisin. 1999 forderte er mit mehreren Abgeordneten die Rehabilitierung von Ion Antonescu.

## Publizistische Arbeit
Ioan Moisin hat über 230 Artikel in überregionalen Tageszeitungen, wie România Liberă und Monitorul Oficial, sowie Zeitschriften, darunter Dreptatea veröffentlicht, einige wenige in Zusammenarbeit mit seinem Bruder Anton Moisin und seinem Vater. In den Artikeln behandelte er nationale, wirtschaftliche sowie „moralische“ Probleme des Landes.

## Tätigkeit als Ingenieur und Erfinder
Er hat 23 Patente als Chemieingenieur angemeldet.

## Veröffentlichungen (Auswahl)
- „Anotimpuri exilate (Exilierte Jahreszeiten)“, 1998, 96 Seiten, Bucura Verlag, Sibiu, ISBN 973-97814-7-0